# Джеймс Голловей III
Джеймс Лемуель Голловей III (англ. James Lemuel Holloway III; 23 лютого 1922, Чарлстон — 26 листопада 2019) — американський воєначальник, адмірал Військово-морських США (1973), пілот палубної авіації, 20-й керівник військово-морськими операціями (1974—1978), 15-й заступник керівника військово-морськими операціями. Учасник Другої світової, Корейської та В'єтнамської війн.

## Біографія
Джеймс Голловей III народився 23 лютого 1922 у місті Чарлстон, Південна Кароліна в родині молодшого лейтенанта ВМС Джеймса Голловея молодшого, майбутнього адмірала американського флоту. У 1939 році поступив до Військово-морської академії, яку закінчив прискореним курсом у 1942 і був призначений для подальшого проходження служби на есмінцях, які залучалися до ескорту конвоїв у Північній Атлантиці та Північній Африці. Бився у битвах за Сайпан, за Тініан, Маріансько-палауській операції, в затоці Лейте. Був командиром артилерійської обслуги на есмінці «Бенніон», який у нічній битві в протоці Сурігао залучався до торпедування та знищення японського лінійного корабля «Ямаширо»; допомагав у знищенні ескадреного міноносця «Асагумо» та крейсеру «Могамі». За проявлену мужність ушанований Бронзовою Зіркою та Похвальною медаллю ВМС.
Після Другої світової війни перекваліфікувався на пілота палубної авіації. Літав на реактивних авіаносних винищувачах-бомбардувальниках F9F-2 Panther, брав участь у бойових діях на Корейському півострові проти комуністичної агресії Північної Кореї та Китаю. Командував авіаескадрильєю VF-52 авіаносця USS «Веллі-Фордж». З 1958 року командир ударної ескадрильї VA-83 на літаках A-4 «Скайхок», котра базувалася на авіаносці USS «Ессекс», підтримував висадку морської піхоти в Лівані та патрулював зону Суецького каналу, в подальшому переведений до 7-го флоту на Тихий океан.
За часів другої кризи в Тайванській протоці залучався до авіаційної підтримки американського флоту, що діяв поблизу островів Мацзу та Цзіньмень.
У 1965—1967 командував авіаносцем «Ентерпрайз», першим у світовій історії авіаносцем з ядерною силовою установкою, на чолі якого провів два походи проти північнов'єтнамців у затоці Тонкін. Завдяки рекордний кількості бойових вильотів палубної авіації, корабель був відзначений спеціальною відзнакою за бойову ефективність «E» та подякою за похвальну службу частині ВМС. За свої заслуги у командуванні кораблем Голловей двічі заохочений Легіоном Заслуг.
У 1970 році адмірал Дж. Голловей очолив авіаносну ударну групу 6-го флоту і діяв у східному Середземномор'ї у відповідь на сирійське вторгнення до Йорданії. Військова присутність американського флоту сприяла врегулюванню конфлікту.
В 1972 році він очолив 7-й флот, який залучався до підтримки наземної операції у В'єтнамі, й персонально проводив операції «Лайнбеккер» та «Лайнбеккер II». З 1973 року авіація його флоту провадила розмінування водних акваторій у Північному В'єтнамі у відповідності до умов Паризького договору.
З 1973 по 1974 роки він заступник керівника військово-морськими операціями.
29 червня 1974 року адмірал Голловей призначений керівником військово-морськими операціями.